# 四皓街道
四皓街道，是中华人民共和国陕西省商洛市洛南县下辖的一个街道办事处。
2015年，陕西省民政厅批复同意撤销谢湾镇、四皓镇，设立四皓街道办事处，将原城关镇的柳林、牛王庙、中心、柳树洼、刘塬5个村划归四皓街道办事处。

## 行政区划
四皓街道下辖以下地区：
柳林村、中心村、刘塬村、柳树洼村、牛王庙村、卢村社区、樊村社区、董底社区、南沟社区、党沟村、杨底村、张村、庙湾村、东山村、马河村、桃官坪村、芋子槽村、白川社区、代塬村、杨村、冀寨村、步沟村、闫沟村、韩村、营房村、连河村、柴峪村、卫村、姚沟村和西河村。